# Cecco d'Ascoli
Cecco d'Ascoli, italijanski enciklopedist, matematik, astrolog, zdravnik in pesnik, * 1257, Ancarano, Abruci, Italija, † 26. september 1327, Firence, Toskana, Italija.